# تئووو لاوکانن
تئووو لاوکانن (فنلاندی: Teuvo Laukkanen; ۱۶ ژوئیهٔ ۱۹۱۹ – ۱۴ مهٔ ۲۰۱۱) اسکی‌باز صحرانوردی اهل فنلاند بود.